# Bukovské vrchy
Bukovské vrchy este o arie protejată (arie de protecție specială avifaunistică — SPA) din Slovacia întinsă pe o suprafață de 40.932,42 ha, integral pe uscat.

## Localizare
Centrul sitului Bukovské vrchy este situat la coordonatele 49°03′15″N 22°21′41″E / 49.054132°N 22.36144°E.

## Înființare
Situl Bukovské vrchy a fost declarat arie de protecție specială avifaunistică în iulie 2003 pentru a proteja 5 specii de plante și 40 de specii de animale.

## Biodiversitate
Situată în ecoregiunea alpină, aria protejată conține 17 habitate naturale: Păduri de fag Luzulo-Fagetum, Râuri de munte și vegetația lor lemnoasă cu Salix elaeagnos, Liziere de ierburi înalte hidrofile de câmpie și de nivel montan până la alpin, Mlaștini turboase de tranziție și turbării mișcătoare, Mlaștini alcaline, Pajiști uscate seminaturale și facies de acoperire cu tufișuri pe substraturi calcaroase (Festuco-Brometalia) (* situri importante pentru orhidee), Râuri de munte și vegetația erbacee de pe malurile acestora, Lacuri eutrofice naturale cu vegetație de tip Magnopotamion sau Hydrocharition, Păduri de fag Asperulo-Fagetum, Formațiuni ierboase bogate în specii de Nardus, dezvoltate pe substraturi silicioase în zone montane (și în zone submontane, în Europa continentală), Pajiști cu Molinia pe soluri calcaroase, turboase sau argilos-nămoloase (Molinion caeruleae), Păduri aluvionare cu Alnus glutinosa și Fraxinus excelsior (Alno-Padion, Alnion incanae, Salicion albae), Fânețe de joasă altitudine (Alopecurus pratensis, Sanguisorba officinalis), Fânețe montane, Păduri pe pante, grohotișuri și ravene de Tilio-Acerion, Păduri de fag subalpine medio-europene cu Acer și Rumex arifolius, Pante stâncoase silicioase cu vegetație casmofită.
La baza desemnării sitului se află mai multe specii protejate:
- plante (5): Buxbaumia viridis, Campanula serrata, mușchi (Dicranum viride), Eleocharis carniolica, Tozzia carpathica
- păsări (18): pescăruș albastru (Alcedo atthis), cocoșul de mesteacăn (Bonasa bonasia), caprimulg (Caprimulgus europaeus), barză neagră (Ciconia nigra), acvilă-țipătoare-mică (Clanga pomarina), prepeliță (Coturnix coturnix), cristeiul de câmp (Crex crex), ciocănitoare cu spate alb (Dendrocopos leucotos), ciocănitoare neagră (Dryocopus martius), muscar-gulerat (Ficedula albicollis), muscar (Ficedula parva), capîntortură (Jynx torquilla), sfrâncioc mare (Lanius excubitor), viespar (Pernis apivorus), codroșul de pădure (Phoenicurus phoenicurus), ciocănitoare verzuie (Picus canus), huhurezul mic (Strix uralensis), silvie porumbacă (Sylvia nisoria)
- amfibieni (3): izvoraș-cu-burta-galbenă (Bombina variegata), triton cu creastă (Triturus cristatus), Triturus montandoni
- mamifere (11): liliac cârn (Barbastella barbastellus), zimbru (Bison bonasus), lupul (Canis lupus), vidră de râu (Lutra lutra), râs eurasiatic (Lynx lynx), liliac cu urechi mari (Myotis bechsteinii), liliac cu urechi de șoarece (Myotis blythii), liliac de iaz (Myotis dasycneme), liliac cărămiziu (Myotis emarginatus), liliac comun (Myotis myotis), urs brun (Ursus arctos)
- nevertebrate (4): Carabus zawadzkii, rădașcă (Lucanus cervus), Pholidoptera transsylvanica, Rosalia alpina
- pești (4): zvârluga (Cobitis taenia), zglăvoacă (Cottus gobio), boarță (Rhodeus sericeus amarus), porcușor de vad (Romanogobio uranoscopus)

Pe lângă speciile protejate, pe teritoriul sitului au mai fost identificate 48 de specii de plante, 1 specie de păsări, 10 specii de amfibieni, 32 de specii de mamifere, 1 specie de nevertebrate, 4 specii de pești, 8 specii de reptile.